# Дуб графині Шувалової
Дуб графи́ні Шува́лової — ботанічна пам'ятка природи місцевого значення в Україні. Об'єкт розташований на території Дубенського району Рівненської області, в місті Дубно. 
Площа — 0,0009 га, статус отриманий у 2018 році. 
Дуб звичайний — одне з небагатьох вікових дерев, що залишились в місті Дубно. Орієнтовний вік — понад 100 років, обхват стовбура — 2,78 м.